# Boucles de la Mayenne
Els Boucles de la Mayenne és una competició ciclista francesa per etapes que es disputa anualment per les carreteres del departament de la Mayenne. Creada el 1975, forma part de l'UCI Europa Tour des del 2005, amb una categoria 2.2. El 2014 la cursa passà a categoria 2.1, amb la qual cosa se li permetia la participació dels equips World Tour. El 2020 passa a formar part de l'UCI ProSeries, el segon nivell del ciclisme internacional.

## Palmarès
| Any  | Vencedor             | Segon                  | Tercer                  |
| ---- | -------------------- | ---------------------- | ----------------------- |
| 1975 | Alain Meslet         | Patrice Testier        |                         |
| 1976 | Patrice Testier      |                        |                         |
| 1977 | Patrick Guay         |                        | Serge Coquelin          |
| 1978 | Marc Gomez           |                        |                         |
| 1979 | Marc Madiot          |                        |                         |
| 1980 | Serge Coquelin       | Jean-Luc Moreul        |                         |
| 1981 | René Tremblay        | Philippe Tranvaux      | Alain Bizet             |
| 1982 | Serge Coquelin       | Philippe Tranvaux      |                         |
| 1983 | Hubert Graignic      |                        |                         |
| 1984 | Serge Coquelin       |                        | François Lemarchand     |
| 1985 | Zbigniew Krasniak    |                        |                         |
| 1986 | Gaëtan Leray         |                        | Dominique Le Bon        |
| 1987 | Philippe Dalibard    |                        |                         |
| 1988 | Laurent Bezault      |                        | Pierre-Henri Menthéour  |
| 1989 | Philippe Dalibard    | Pascal Churin          |                         |
| 1990 | Jean-Cyril Robin     |                        |                         |
| 1991 | Pascal Basset        |                        | Philippe Dalibard       |
| 1992 | Pascal Hervé         | Jean-Christophe Currit | Pascal Churin           |
| 1993 | David Derique        |                        | Jean-Philippe Rouxel    |
| 1994 | Gérald Bigot         | Nicolas Jalabert       |                         |
| 1995 | Stéphane Conan       |                        | Camille Coualan         |
| 1996 | David Delrieu        |                        |                         |
| 1997 | Christophe Thébault  |                        | Franck Trotel           |
| 1998 | Martial Locatelli    | Ludovic Turpin         |                         |
| 1999 | Stéphane Pétilleau   | Franck Renier          | Raphael Jeune           |
| 2000 | Stéphane Pétilleau   | Frédéric Delalande     | Guillaume Judas         |
| 2001 | Arnaud Chauveau      | Юрій Кривцов           | Stéphane Cougé          |
| 2002 | Freddy Bichot        | Frédéric Lecrosnier    | Franck Champeymont      |
| 2003 | Sandro Güttinger     | Bastiaan Giling        | David Le Lay            |
| 2004 | Sébastien Duret      | Cyril Lemoine          | Jean-Luc Delpech        |
| 2005 | Aliaksandr Kutxinski | Andrey Pchelkin        | Stefano Boggia          |
| 2006 | Koji Fukushima       | Markus Eichler         | Nicolas Rousseau        |
| 2007 | Nicolas Vogondy      | Bobbie Traksel         | Niels Albert            |
| 2008 | Freddy Bichot        | Franck Charrier        | Thomas Berkhout         |
| 2009 | Janek Tombak         | Rémi Cusin             | Lilian Jégou            |
| 2010 | Jérémie Galland      | Grégory Habeaux        | Guillaume Malle         |
| 2011 | Jimmy Casper         | Sébastien Turgot       | Steven Tronet           |
| 2012 | Laurent Pichon       | Nico Sijmens           | Alexandru Pliușchin     |
| 2013 | David Veilleux       | Marc Fournier          | Florian Vachon          |
| 2014 | Stéphane Rossetto    | Brice Feillu           | Mike Teunissen          |
| 2015 | Anthony Turgis       | Andrea Pasqualon       | Pierre-Luc Périchon     |
| 2016 | Bryan Coquard        | Anthony Delaplace      | Thomas Boudat           |
| 2017 | Mathieu van der Poel | Johan Le Bon           | Clément Venturini       |
| 2018 | Mathieu van der Poel | Romain Seigle          | Eli Iserbyt             |
| 2019 | Thibault Ferasse     | Mauricio Moreira       | Bryan Coquard           |
| 2021 | Arnaud Démare        | Philipp Walsleben      | Kristoffer Halvorsen    |
| 2022 | Benjamin Thomas      | Benoît Cosnefroy       | Alexander Aranburu Deba |
| 2023 | Oier Lazkano López   | Arnaud Démare          | Axel Zingle             |
| 2024 | Alberto Bettiol      | Benoît Cosnefroy       | Axel Zingle             |